# ۴٬۴-آزوبیس(۴-سیانوپنتانویک اسید)
۴،۴-آزوبیس(۴-سیانوپنتانویک اسید) (به انگلیسی: 4,4'-Azobis(4-cyanopentanoic acid)) با فرمول شیمیایی C۱۲H۱۶N۴O۴ یک ترکیب شیمیایی با شناسه پاب‌کم ۹۲۹۳۸ است. که جرم مولی آن g/mol می‌باشد. شکل ظاهری این ترکیب، پودر بلورین سفید است.